# Burg Rýzmburk

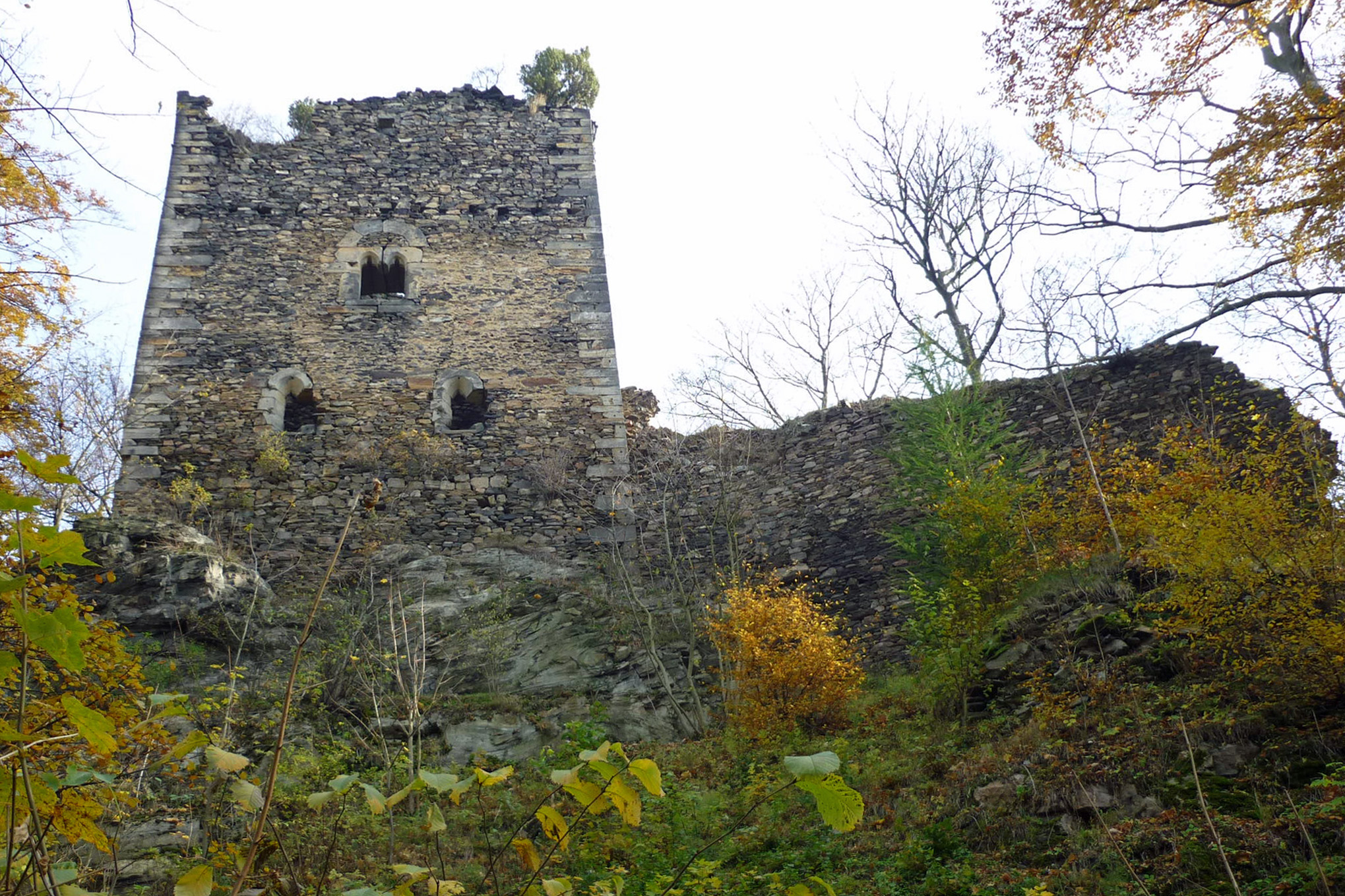
Wohnturm der Riesenburg bei Ossegg

Die Burgruine Rýzmburk, auch Risemburg bzw. Hrad Osek (deutsch Riesenburg), steht an einem steil ansteigenden Erzgebirgshang über dem Ortsteil Hrad Osek der Stadt Osek (Ossegg) in Tschechien. Die für eine Burg sehr große Anlage (200 Meter lang und 95 Meter breit) ist heute eine frei zugängliche Ruine mit Türmen, Durchgängen und Mauerresten.

## Geschichte

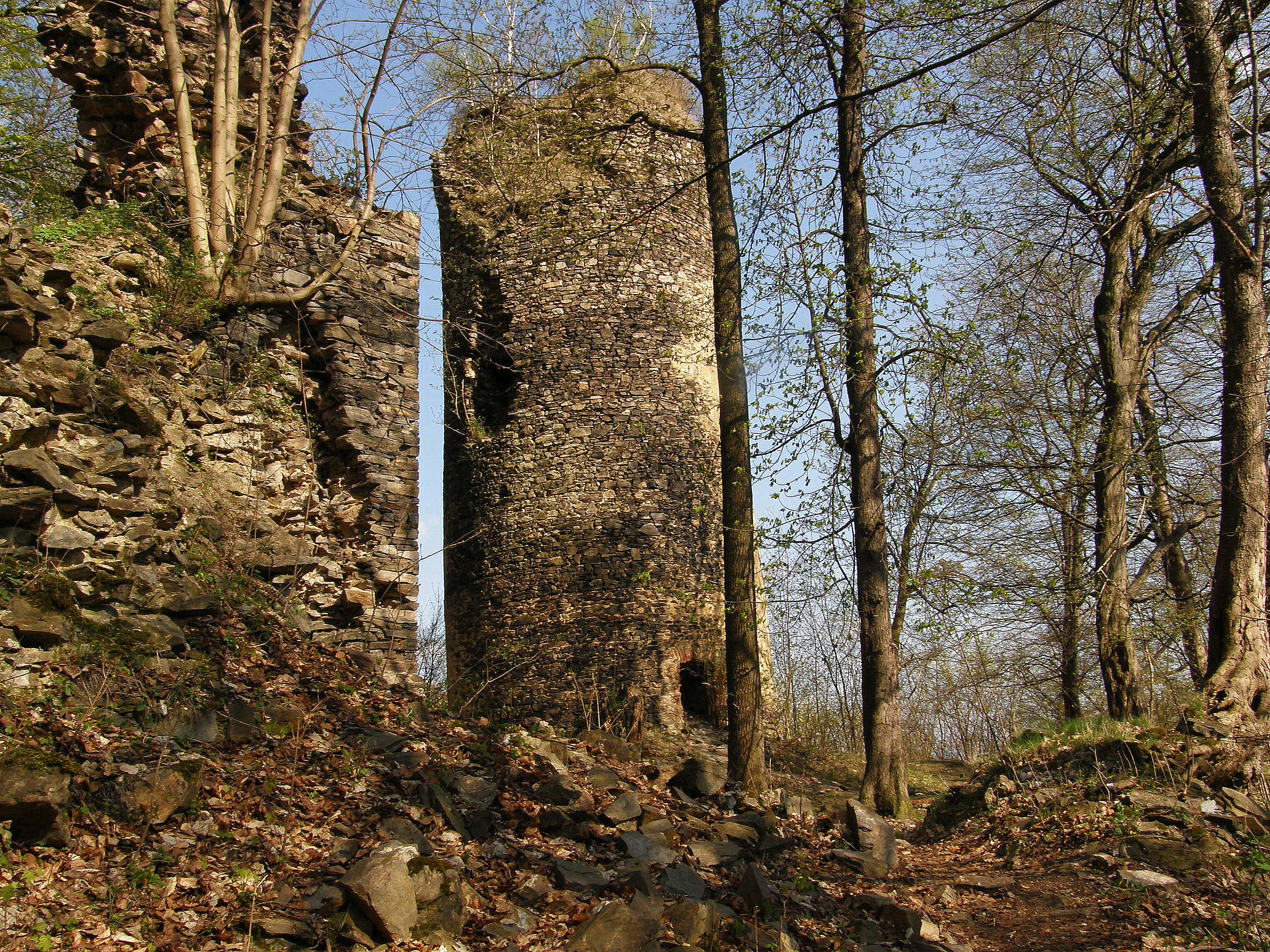
Rundturm der 1. Vorburg

Der Bau der Burg wurde 1250 durch den Hofmarschall des böhmischen Königs Wenzel I., Boresch von Riesenburg, der sich auch Bohuslav II. und als erster des Geschlechts der Hrabischitzer „von Riesenburg“ nannte, nach zehn Jahren Bauzeit fertiggestellt. Das Geschlecht beherrschte seiner Zeit den größten Teil Nordböhmens. Ihnen gehörte die Gegend von Bilin und Ossegg, die sie dank der Ergebenheit dem böhmischen Fürstengeschlecht der Přemysliden vererben durften. Neben den Burgen in Ossegg und Bilin gehörten ihnen auch die Burg Hněvín in Brüx sowie die legendäre Burg Hrabischin am Platz des heutigen Schlosses Dux.
Vor 1323 kam es zu gravierenden Veränderungen. In einem Schreiben vom gleichen Jahr bestätigte der böhmische König Johann von Luxemburg dem Kloster Ossegg, dass dessen Vermögenswerte und Rechte erhalten bleiben. Das bedeutet, dass zu diesem Zeitpunkt die Burg nicht mehr in den Händen der Riesenburger war, sondern ein königliches Lehen. Ende des 14. Jahrhunderts verfiel die Macht der Hrabischitzer. 1358 verkauften sie die Riesenburg schließlich an den Markgrafen von Meißen, dessen Macht in dieser Zeit immer mehr wuchs. Erst 1459 erhielt der böhmische König Georg von Podiebrad mit dem Vertrag von Eger die Burg zurück.

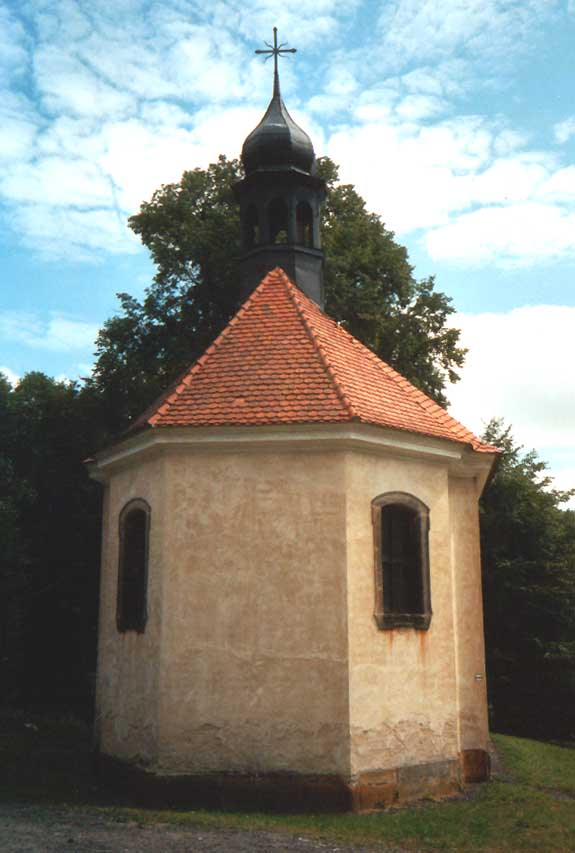
Kapelle in Hrad Osek unterhalb der Burg

In den Folgejahren bewohnten die Zajíc von Hasenburg, die Ritter von Naptitz (z Naptic) und die Herren von Rabstein (z Rabštejna) die Burg. Deren Ritter benutzten sie eine Zeit lang als Residenz für ihre Raubzüge. Von 1437 bewohnten die Herren von Sulewicz die Feste, die jedoch Anfang des 15. Jahrhunderts in ihren neuen Sitz, die Duxer Feste umzogen.
Die Burg verfiel, und erst zur Zeit der Romantik, Anfang des 19. Jahrhunderts, begannen die damaligen Besitzer, die Herren von Waldstein, mit der Renovierung und dem teilweisen Wiederaufbau der einstigen Burg. Aus dem Inneren des Bauwerks entfernten sie zerfallenes Gemäuer und ebneten das Terrain. Den alten Bergfried bauten sie zu einem Aussichtsturm um. Die Burgmauern wurden neu befestigt.
Nach der Gründung der Tschechoslowakei 1918 kümmerte sich der aus privaten Mitteln finanzierte Klub tschechischer Touristen (KČT) um das Bauwerk. Er konnte jedoch nur die wichtigsten Zugänge bewahren. Die Burg verfiel im 20. Jahrhundert weiter. Als die Burg in die Hand der Tschechoslowakischen Forstbetriebe kam, gab es überhaupt keine Investitionen mehr. Erst nach der Samtenen Revolution 1989 initiierte der Kreisausschuss des Tschechischen Naturschutzverbandes unter Beteiligung der staatlichen Denkmalschutzbehörde eine umfangreiche Rekonstruktion der Burg unter Einbeziehung der Arbeit von Freiwilligen.

## Bergfried
Der Burgenforscher Otto Piper erwähnt in seinem Standardwerk „Burgenkunde“ um 1900 den merkwürdigen bewohnbaren Bergfried der Riesenburg, welcher seiner Ansicht nach ein fast einzigartiges Bauwerk sei. Lediglich die Burgruine Rauschenberg im Regierungsbezirk Cassel hätte nach seiner Ansicht einen ähnlichen Turm aufzuweisen.
Über diesen Turm der Riesenburg teilt er mit: „Auf der Riesenburg in Böhmen findet sich ein Bau seltener Art, der von einem Berchfrit die Lage auf einem Felssockel, den durchschnittlichen Umfang eines solchen und eine gezinnte Wehrplatte hat, im übrigen aber nur aus drei bewohnbaren Stockwerken bestand, von welchen schon das Erdgeschoss durch zwei Spitzbogenfenster mit Seitenbänken hinlänglich belichtet war.“ Piper behandelt diese Burg ausführlich in seinen Österreichischen Burgen, Teil III und diesen Turm hier auf Seite 177.

## Tourismus
Ein Wanderweg (rot markiert) von Osek zum Berg Stropník (Strobnitz) führt am Vorwerk nördlich der Burg vorbei, von dem ein Rundweg hinab zur Kapelle unterhalb der Burg abzweigt.

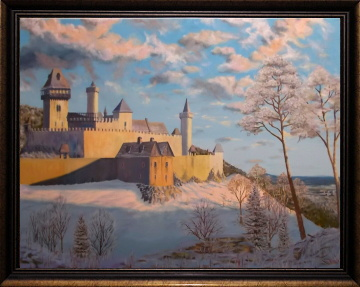
Rekonstruktionsversuch
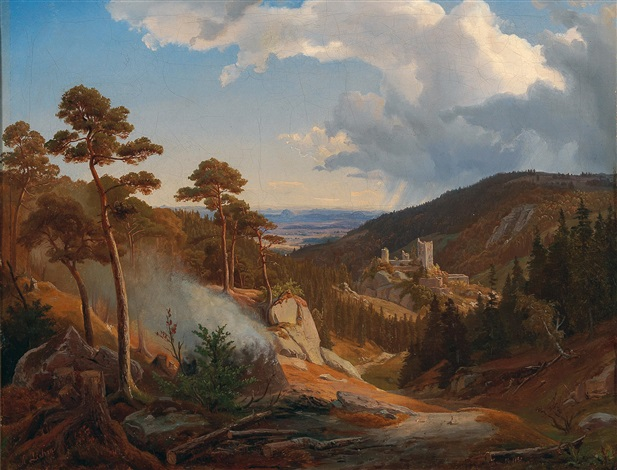
Blick auf die Ruine Riesenburg (1846)
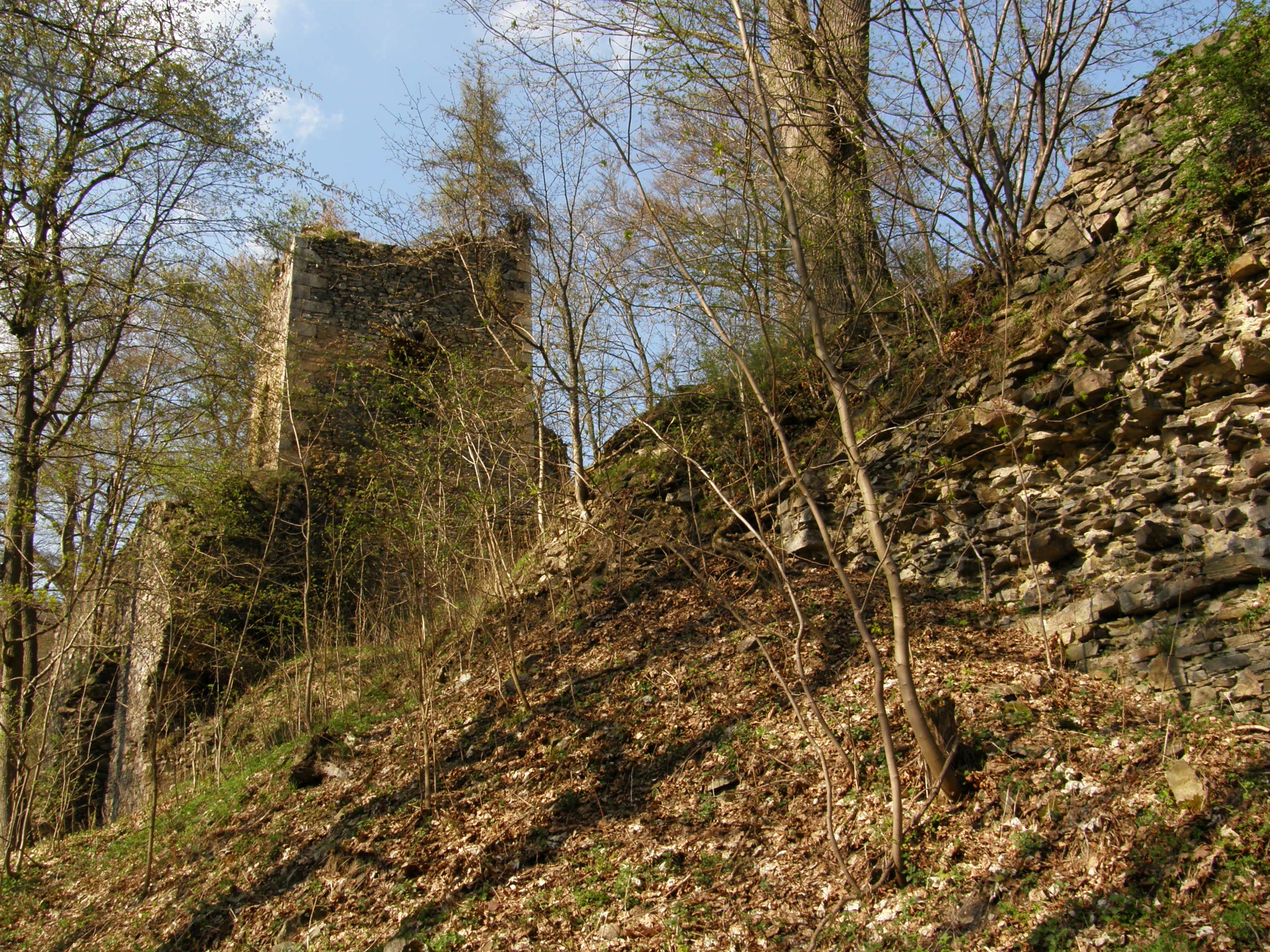
Ruinen
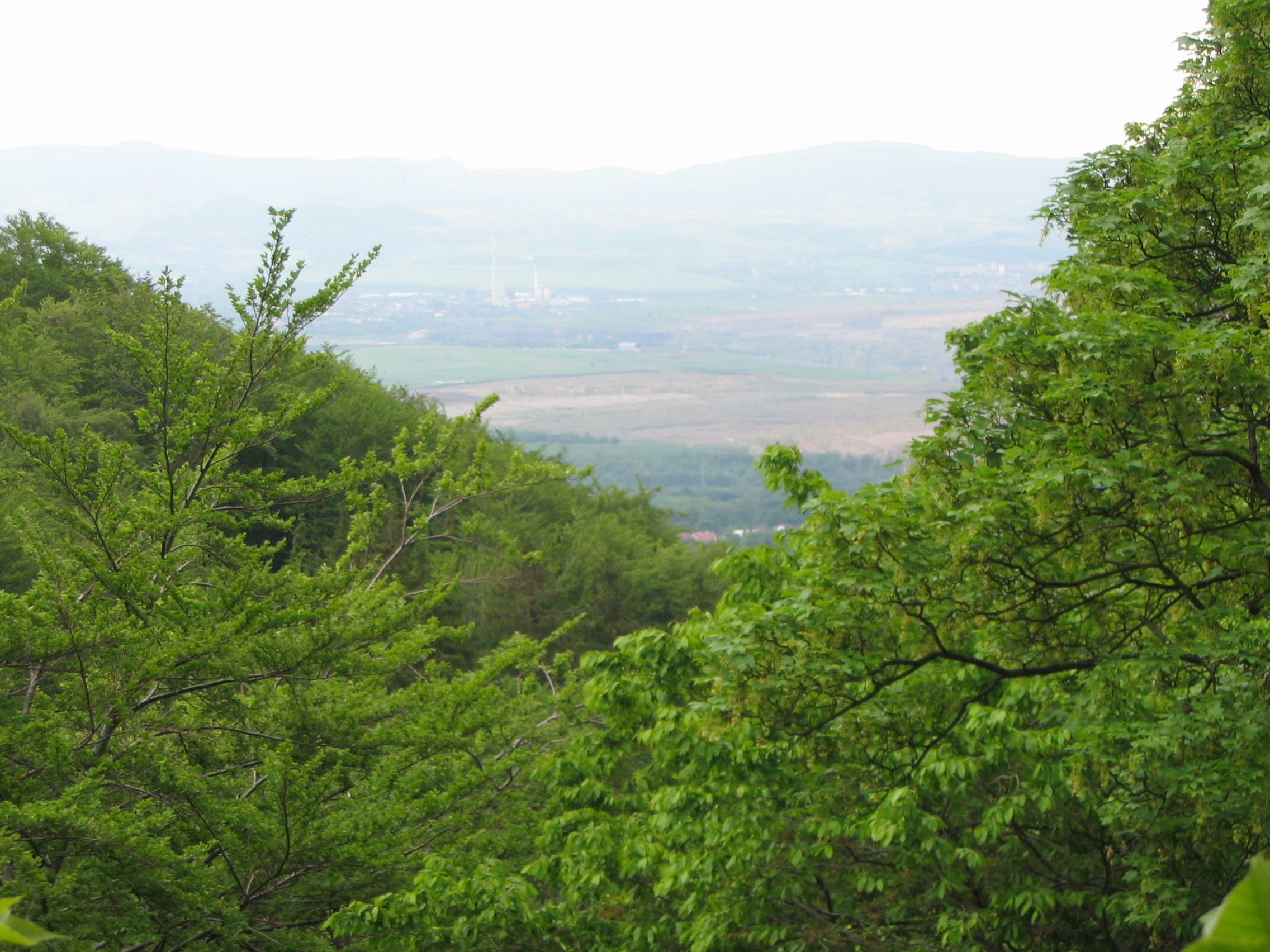
Blick vom Burgberg